# بورصة أوساكا
بورصة أوساكا للأوراق المالية هي ثاني أكبر سوق للأوراق المالية في اليابان، وفقاً لكمية حجم الأعمال المسجلة لديها.
اعتبارًا من 31 ديسمبر 2007 في بورصة أوساكا للأوراق المالية 477 شركة مدرجة برأسمال سوقي مدته 212 مليار دولار. أصبح مؤشر نيكي 225 للعقود الآجلة ، الذي تم طرحه في بورصة أوساكا للأوراق المالية عام 1988 ، مؤشراً للعقود الآجلة المعترف بها دولياً. على عكس بورصة طوكيو للأوراق المالية ، والتي تتعامل بشكل أساسي في التداول الفوري، فإن قوة أوساكا للأوراق المالية تكمن في المنتجات المشتقة. تعد البورصة الرائدة في سوق المشتقات في اليابان وكانت أكبر سوق للعقود الآجلة في العالم في عامي 1990 و 1991. وفقًا لإحصائيات عام 2003 ، عالجت بورصة أوساكا للأوراق المالية 59٪ من سوق العقود الآجلة لمؤشر أسعار الأسهم في اليابان، وحوالي 100٪ من التداول في سوق الخيارات. تعتبر شركة أوساكا للأوراق المالية، المدرجة في سوق هرقل للشركات الناشئة في أبريل 2004 ، البورصة اليابانية الوحيدة التي أصبحت عامة في سوقها الخاص.
في يوليو 2006 ، أطلقت أحدث عقودها الآجلة، وهي نيكاي 225 ميني والتي تعد عُشر حجم عقد نيكاي 225 المستقبلية الأصلي وتحظى بشعبية كبيرة بين المستثمرين الأفراد اليابانيين. في سبتمبر 2007 ، أقامت جلسة مسائية لعقود وخيارات مؤشر الأسهم الآجلة . ساعات التداول من 16:30 إلى 19:00 ( JST . 7: 30-10: 00 بالتوقيت العالمي المنسق ).
في يوليو 2012 ، تمت الموافقة على الاندماج المخطط له مع بورصة طوكيو من قبل لجنة التجارة العادلة اليابانية . اليوم، على الرغم من اسمه، يتم التداول في بورصة أوساكا للأوراق المالية في طوكيو.

## روابط خارجية
- موقع OSE نسخة محفوظة 11 مايو 2013 على موقع واي باك مشين. (باللغتين الإنجليزية واليابانية)
- موقع OSE JASDAQ Market نسخة محفوظة 26 يوليو 2011 على موقع واي باك مشين. (باللغتين الإنجليزية واليابانية)
- عطلات البورصة نسخة محفوظة 29 سبتمبر 2011 على موقع واي باك مشين. (الإنجليزية)